# Огюст Еммануель Вокорбей
Огюст Еммануель Вокорбей (фр. Auguste-Emmanuel Vaucorbeil; 15 грудня 1821, Руан — 2 листопада 1884, Париж) — французький композитор.

## Біографія
Закінчив Паризьку консерваторію, де був одним з останніх учнів Луїджі Керубіні. Пізніше викладав там же хоровий спів.
Автор опер «Любовна битва» (фр. Bataille d'amour; 1863, лібрето Віктор Сарду) та «Магомет», кантати «Смерть Діани» (фр. La mort de Diane), духовної музики, двох струнних квартетів, вокальних творів; найпопулярнішими були його сонати для скрипки та фортепіано. У першій половині 1870-х роках — президент паризького Товариства композиторів. З 1872 року — інспектор державних театрів.
З 1879 року Вокорбей був одним з директорів паризької Гранд-опера; відомий, зокрема, тим, що відмовив у постановці «Іродіади» Жюля Массне, яка після цього тріумфально пройшла в брюссельському Ла Монне. Клод Дебюссі любив згадувати, як у 19 років він був власноручно виведений з театру Вокорбеєм через занадто бурхливе захоплення балетом Едуара Лало «Намуна».